# Issa Diop (Manager)
Issa Diop (* 11. Oktober 1922 in Dakar; † 3. April 1997 in Paris) war ein senegalesischer Manager und Politiker. Er war von 1957 bis 1958 der erste Finanzminister Nigers.

## Leben
Issa Diop besuchte die renommierte Lehrerbildungsanstalt École normale William Ponty in seiner Heimat Senegal. Während des Zweiten Weltkriegs, im Januar 1943, wurde er Soldat bei den Französischen Streitkräften. Im Juni 1946 wurde er aus dem Militärdienst entlassen. Er machte eine Ausbildung zum Elektro- und Maschinenbauingenieur an der Ecole d’Electricité et de Mécanique in Paris, die er 1950 abschloss. Anschließend arbeitete er bis 1952 als auszubildender Ingenieur bei der Elektrizitätsgesellschaft Électricité de France in Paris.
Diop wirkte von 1952 bis 1957 als Direktor der staatlichen Elektrizitätsgesellschaft von Französisch-Westafrika in Niger. Er schloss sich der unter der Führung von Djibo Bakary stehenden Partei Nigrische Demokratische Union (UDN) an. Am 18. November 1956 wurde Djibo Bakary zum Bürgermeister der Hauptstadt Niamey gewählt und Issa Diop zum ersten Vizebürgermeister. Die UDN fusionierte am darauffolgenden Tag mit dem Nigrischen Aktionsblock (BNA) zur neuen Partei Sawaba. Diop gehörte zu den Gründungsmitgliedern und wurde zweiter stellvertretender Parteisekretär. Am 9. Dezember 1956 überließ er Boubou Hama von der gegnerischen Nigrischen Fortschrittspartei (PPN-RDA) das Amt des ersten Vizebürgermeisters von Niamey und wurde selbst zweiter Vizebürgermeister.
Bei den Parlamentswahlen am 31. März 1957 wurde Diop als Abgeordneter des Wahlkreises Magaria in die Territorialversammlung Nigers gewählt. Der Sawaba konnte am 24. Mai 1957 die erste eigene Regierung Nigers bilden, mit dem französischen Gouverneur Paul Bordier als Regierungschef und dem Sawaba-Parteivorsitzenden Djibo Bakary als Vizeregierungschef. Issa Diop übernahm das Amt des Finanzministers. Die Sawaba-Regierung wurde am 20. Dezember 1958 von einer PPN-RDA-Regierung unter Hamani Diori abgelöst. Die Sawaba-Partei, die beim Verfassungsreferendum vom 28. September 1958 für die sofortige Unabhängigkeit Nigers von Frankreich eingetreten war, wurde im Oktober 1959 verboten. Der Senegalese Issa Diop wurde aus Niger ausgewiesen.
Er arbeitete daraufhin als Direktor der Elektrizitätsgesellschaft von Französisch-Westafrika in Obervolta, danach bis 1961 in Mali. Schließlich übersiedelte er in seine Geburtsstadt Dakar, wo er Direktor der Wasser- und Elektrizitätsgesellschaft wurde. Diop spielte eine wichtige Rolle im Wirtschaftsleben der Stadt. Er war Président-directeur général der Gesellschaft für die Entwicklung der Infrastruktur des Hafens von Dakar, Präsident des Verwaltungsrats des Hafens von Dakar und leitete weitere Unternehmen. Er wirkte als Präsident der Kammer für Handel, Industrie und Handwerk der Region des Cap Vert. Zudem war er Gouverneur des Distrikts 403 des Lions Club International.
Issa Diop starb 1997 in Paris und wurde am Friedhof Montparnasse bestattet.